# 얼어버린 시간 속에서
얼어버린 시간 속에서(Against the Ice)는 덴마크에서 제작된 피터 플린스 감독의 2022년 모험, 드라마 영화이다. 니콜라이 코스터-왈도 등이 주연으로 출연하였다. 아이슬란드와 그린란드에서 촬영되었으며 제72회 베를린 국제영화제에서 2022년 2월 15일 초연되었다. 넷플릭스에서 2022년 3월 2일 개봉되었으며 평론가들로부터 엇갈린 평가를 받았다.

## 출연

### 주연
- 니콜라이 코스터-왈도
- 조 콜
- 헤이다 리드
- 찰스 댄스